# Đội tuyển Davis Cup Campuchia
Đội tuyển Davis Cup Campuchia đại diện Campuchia ở giải đấu quần vợt Davis Cup và được quản lý bởi Liên đoàn quần vợt Campuchia.
Campuchia hiện tại thi đấu ở Nhóm III khu vực châu Á/Thái Bình Dương.

## Lịch sử
Campuchia lần đầu tiên tham gia Davis Cup vào năm 2012.

## Đội hình hiện tại
- Kenny Bun
- Phalkun Mam
- Socheaphearun Doeum
- Samneang Long